# Astrild abyssinien
Estrilda ochrogaster
Espèce
L'Astrild abyssinien (Estrilda ochrogaster) est une espèce de passereaux appartenant à la famille des Estrildidae.